# Calamus semoi
Calamus semoi är en enhjärtbladig växtart som beskrevs av Odoardo Beccari. Calamus semoi ingår i släktet Calamus och familjen Arecaceae. Inga underarter finns listade i Catalogue of Life.